# 岩崎拓哉
岩崎 拓哉（いわさき たくや、1980年 - ）は、日本の写真家。夜景写真の撮影を専門としている。

## 来歴・人物
大阪府に生まれる。法政大学を卒業後、Web＆映像制作会社へと入社。旅行で訪れた九州の「長崎県・稲佐山（日本三大夜景）」の夜景に感動し、写真家になることを決意。ウェブエンジニアとしての経験を活かし、「夜景INFO（旧：夜景の感動をあなたの元へ）」などのホームページを制作。夜景サイトの運営を行いつつ、全国の夜景スポットを訪問し31歳時点で日本全国の47都道府県すべてを回り終えた。
夜景写真家として活動を続けるなかで、テレビやラジオなどのメディア出演を行い、カルチャースクールやメーカーなどにおいては講師などを務める。多くの自治体や官公庁などの公的機関や民間組織に対して写真提供を行っているとともに、写真個展なども開催している。法政大学デザイン工学部や東京理科大学などにおいては「写真著作権」の講義を実施した。

## 著作物
- 『プロが教える夜景写真 撮影スポット&テクニック』（日経ナショナルジオグラフィック社、2016年）
- 『ゼロから学ぶ工場夜景写真術 撮影テクニックと全国厳選スポット72』（アスペクト社、2016年）
- 『全日本制霸！此生必去的夜景勝地，跟悔恨說再見，輕鬆拍出絕美代表作！』（台湾・尖端出版、2017年）
- 『夕景・夜景撮影の教科書』（技術評論社、2017年）
- 『クリエイター必携 ネットの権利トラブル解決の極意』（秀和システム、2019年）

## 出演

### テレビ
- ケーブルテレビ「とびだせネットJIN」に出演（2004年）
- TOKYO MX「Tokyo Boy」のロケに夜景写真家として同行・出演（2011年）
- NHK BSプレミアム「絶景！感動！ 東京湾ナイトクルーズ」出演・写真提供（2012年）
- CBCテレビ「花咲かタイムズ」に出演（2014年）
- NHK＠首都圏「ひるまえほっと」に出演。夜景スポット紹介＆撮影テクニックを解説（2015年）
- BS JAPAN「NIKKEIプラス1をみてみよう 何でもランキング」に出演（2015年）
- NHK@首都圏「ひるまえほっと」に出演。花火・夏の夜景の撮り方を解説（2015年）
- NHK@首都圏「ひるまえほっと」に出演。イルミネーションの撮り方を解説（2015年）
- NHK@首都圏「ひるまえほっと・てくてく散歩」に出演。夜景＆イルミネーションの撮り方を解説（2016年）
- NHK@首都圏「ひるまえほっと・てくてく散歩」に出演。東京ベイエリアの夜景撮影スポットを解説（2017年）
- 広島HOMEテレビ「ココ！ブランニュー」にて関門海峡夜景バスツアーの紹介番組で取材を受ける（2017年）
- テレビ朝日系列ミュージックステーション「東京／JUJU」の演出に夜景写真を提供＆コラボ。プロフィールが紹介（2018年）
- NHK BSプレミアム「アラウンドＴＯＫＹＯ～変わらぬ風景、変わりゆく風景～」にて天野ひろゆき、壇蜜と共演（2018年）
- BS日テレ「Style of ニッポン～古畑奈和の綺麗・絶景・長崎夜景」に出演（2022年）
- テレビ東京「新美の巨人たち」に出演（2022年）
- テレビ東京「出没！アド街ック天国」に出演。横浜・磯子の工場夜景スポットを解説（第18位）（2023年）
- TBS「熱狂マニアさん！」6月24日放送分にサービスエリアの夜景マニアとして出演（2023年）

### ラジオ
- ニッポン放送「上柳昌彦　ごごばん！」に出演（2012年）
- インターネットラジオ局 SORA X NIWA「銀座　SWING!!」に出演（2012年）
- 北海道室蘭市「FMびゅ～ 84.2MHz」 に出演（2013年）
- FM79.5 NACK5「セイタロウ＆ケイザブロー おとこラジオ」に出演（2016年）
- 「アサデス。ラジオ」の”沼る最高会議　工場夜景沼”に出演（2021年）
- MISHMASH FRIDAY -金ズマ- 4月28日（金） 18:00-19:51に電話出演（2023年）